# Warstwa sterowania dostępem do medium transmisyjnego
Warstwa sterowania dostępem do medium transmisyjnego, MAC (od ang. medium access control) − podwarstwa warstwy łącza danych zarządzająca dostępem do medium transmisyjnego oraz adresowaniem. Stanowi interfejs pomiędzy warstwą fizyczną a podwarstwą logical link control (LLC).
Ta podwarstwa warstwy łącza danych modelu OSI pełni następujące funkcje:
- kontrola dostępu do medium transmisyjnego
- ochrona przed błędami
- adresowanie celu
- kontrola przepływu pomiędzy stacją końcową a urządzeniami sieciowymi
- filtrowanie ramek w celu redukcji propagacji w sieciach LAN i MAN.